# Guilherme de Paris
Guilherme de Paris (em inglês:  William; em latim: Wilhelmus), conhecido também como Guilherme de Æbelholt, Guilherme de Eskilsø e Guilherme do Paráclito, foi um clérigo francês na Dinamarca no século XII. Paráclito é uma referência ao Espírito Santo, a quem era dedicada a Abadia de Æbelholt, onde foi abade.

## Vida
Guilherme foi educado por Hugo, seu tio, o quadragésimo-segundo abade de Saint-Germain-des-Prés, em Paris, e, tendo sido ordenado subdiácono, passou a receber uma prebenda na igreja de Sainte-Geneviève-du-Mont. Guilherme tentou entrar numa casa de disciplina mais estrita (cluníaca ou cisterciense) ainda jovem, mas decidiu permanecer em Sainte-Geneviève. De acordo com as fontes hagiográficas, sua vida exemplar não convenceu os outros cônegos, que tentaram se livrar dele, chegando ao ponto de reclamar de sua ordenação ao diaconato com o bispo de Paris. Guilherme finalmente foi ordenado pelo bispo de Senlis por intermédio de seu tio e logo depois foi designado ao pequeno priorado de cônegos que existia em Epinay.
Em 1148, por ordem do papa Eugênio III, os cônegos seculares de Sainte-Geneviève foram substituídos pelos cônegos regulares da Abadia de São Vítor, cujo prior, Odo, foi nomeado abade de Sainte-Geneviève. Guilherme se juntou à nova comunidade logo depois e tornou-se sup-prior. Na posição, demonstrou grande zelo pela vida religiosa e, certa vez, se opôs à entrada de um novo prior que havia obtido a posição irregularmente, mas acabou punido pelo abade Garin, sucessor de Odo, e só se salvou pela intervenção do papa Alexandre III. Tais ações aparentemente provocaram um conflito entre Guilherme e seu abade, que o submeteu a uma disciplina humilhante, motivo de uma amarga reclamação ao papa.

## Dinamarca
Em 1161, Absalão, bispo de Roskilde (e depois arcebispo de Lund), no Reino da Dinamarca, enviou a Paris o prepósito de sua catedral (quase certamente o historiador dinamarquês conhecido como Saxão Gramático) para conseguir alguns cônegos regulares para reformar o canonato de São Tomé na Abadia de Eskilsø. Diz-se que Absalão e Guilherme já cultivavam uma duradoura amizade formada quando o primeiro estudou em Paris. Em 1165, Guilherme viajou para a Dinamarca com três companheiros e tornou-se abade em Eskilsø. Porém, a região era um destino pouco aconchegante para clérigos franceses. Repetindo os principais temas da história das primeiras missões cristãs, Guilherme e seus homens se assustaram com a cultura e a língua da nova terra e os companheiros originais do abade logo o deixaram para retornar para a França, uma permissão que lhe negou o abade em Sainte-Geneviève.
Ainda assim, apesar das dificuldades da pobreza e da hostilidade de parte da comunidade, Guilherme reformou o mosteiro e, em 1176, o transferiu para a Abadia de Æbelholt, dedicada ao Paráclito, em Sjælland (moderna Região de Hovedstaden), perto da cidade moderna de Hillerød. Como abade, Guilherme trabalhou muito para instituir os padrões de disciplina religiosa que emergiam na época dos principais centros reformadores do cristianismo latino, entre eles, a insistência na clausura. Guilherme também trabalhou para estabelecer laços mais estreitos com as demais instituições religiosas da igreja de mesmos objetivos operando na Dinamarca. Entre elas, outras comunidades de tradição agostiniana (como a Abadia de Vestervig), e várias casas cistercienses, principalmente com os monges da vizinha Abadia de Esrum.

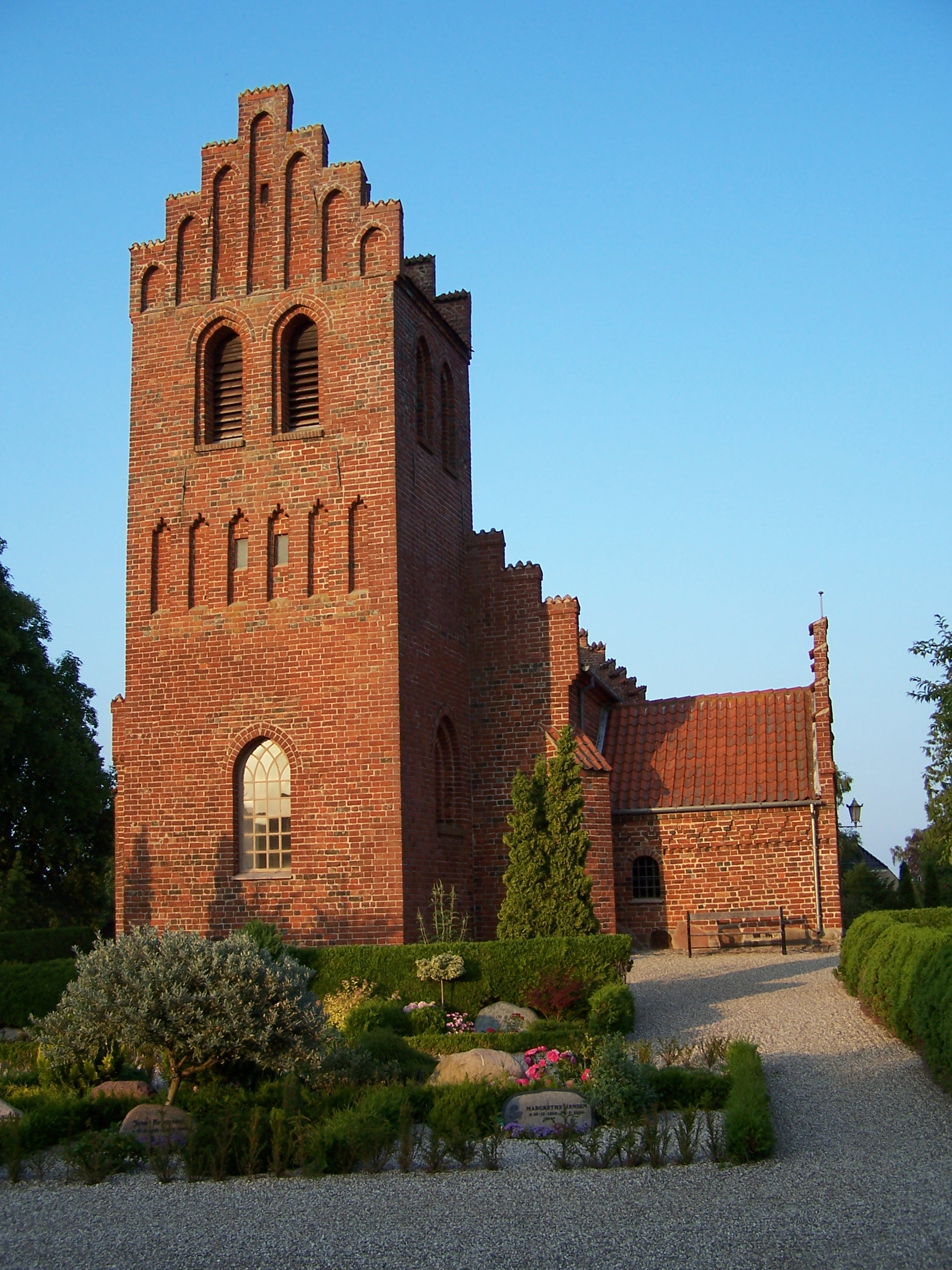
Igreja de Alsønderup em Hillerød, antigo local da Abadia de Æbelholt.

Guilherme também continuou a servir como intermediário entre a Dinamarca e a França. Provavelmente, ajudou Absalão em conseguir que um parente, Peder Sunesen (que o substituiria como bispo de Roskilde em 1192), estudasse em Sainte-Geneviève. Peder, a partir daí, reforçou seus laços com Æbelholt, principalmente depois que voltou.
Mas em parte alguma o papel de Guilherme como ligação entre as duas sociedades foi mais aparente do que na famosa "Questão de Ingeborg". Atuando aparentemente a mando do rei Canuto VI da Dinamarca e Absalão, Guilherme interveio no caso de Filipe Augusto da França, que estava tentando repudiar sua esposa, Ingeborg (1175–1236), filha de Valdemar I da Dinamarca. Na ocasião, compôs uma genealogia dos reis da Dinamarca para refutar um alegado impedimento por suposta consaguinidade entre Ingeborg e Filipe.

## Morte e canonização
De acordo com a "Vita" composta para suportar sua candidatura à santidade, Guilherme morreu no domingo de Páscoa de 1202, embora o ano fosse, na realidade, 1203. Diversos milagres foram relatados em seu túmulo e, em 1218, o arcebispo de Lund, Anders Sunesen pediu ao papa Honório III que nomeasse uma comissão local para investigar as alegações da população local sobre a santidade de Guilherme. O relatório final foi presumivelmente enviado a Roma, onde ficou esquecido por algum tempo. Então, em janeiro de 1224, Guilherme foi finalmente canonizado por Honório, que agiu depois de receber informações adicionais do cardeal Gregório de Crescêncio, que havia retornado recentemente de uma embaixada à Dinamarca. Uma nova igreja foi consagrada na Abadia de Æbelholt e os restos de Guilherme foram transferidos para lá em 1238.